# Ходосівська сотня
Ходосівська сотня — сотня Київського полку що базувалась у селі Ходосівка (нині Києво-Святошинський район Київської області).
На 1649 рік у сотні був 91 козак. Сотник — Іван Бармацький.